# ميلتون غوردون
ميلتون غوردون (بالإنجليزية: Milton Gordon)‏ هو عالم اجتماع أمريكي، (ولد في غاردينر في الولايات المتحدة 1918 – 2019 م).